# Saint-Pierre-sur-Dives
Saint-Pierre-sur-Dives ist eine ehemalige französische Gemeinde mit zuletzt 3587 Einwohnern (Stand 1. Januar 2013) im Département Calvados in der Region Normandie; sie gehörte zum Arrondissement Lisieux und zum Kanton Livarot.
Die Gemeinde Saint-Pierre-sur-Dives wurde am 1. Januar 2017 mit zwölf weiteren Gemeinden, namentlich Boissey, Bretteville-sur-Dives, Hiéville, Mittois, Montviette, Ouville-la-Bien-Tournée, Sainte-Marguerite-de-Viette, Saint-Georges-en-Auge, L’Oudon, Thiéville, Vaudeloges und Vieux-Pont-en-Auge zur neuen Gemeinde Saint-Pierre-en-Auge zusammengeschlossen.

## Geschichte
In den 1830er Jahren war der Docteur Legrand Bürgermeister von Saint-Pierre-sur-Dives. Er trat im Oktober 1840 aus dem Conseil général du Calvados zurück, um François Guizot ein politisches Stammland in seiner Wahlheimat, dem Arrondissement Lisieux, zu verschaffen.
Im Zweiten Weltkrieg wurde der von Deutschen besetzte Ort am 13. Juni 1944 von der alliierten Luftwaffe bombardiert.

## Bevölkerungsentwicklung der ehemaligen Gemeinde
| Jahr      | 1962 | 1968 | 1975 | 1982 | 1990 | 1999 | 2007 |
| Einwohner | 3356 | 3765 | 4274 | 4506 | 3993 | 3977 | 3636 |

## Sehenswürdigkeiten
- Abtei Saint-Pierre-sur-Dives (11. und 17. Jahrhundert), Monument historique
- Markthalle, erbaut im 15. Jahrhundert (Monument historique)
- Manoir Thomas Dunot, erbaut im 16. Jahrhundert (Monument historique)
- Taubenturm des Château de Carel, erbaut im 18. Jahrhundert (Monument historique)

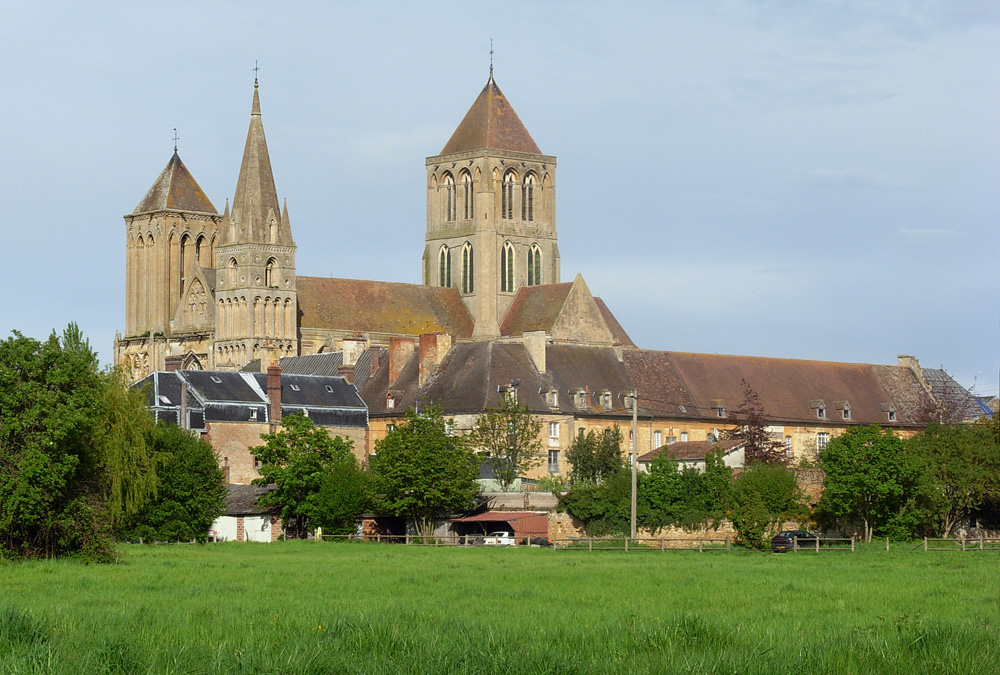
Abtei
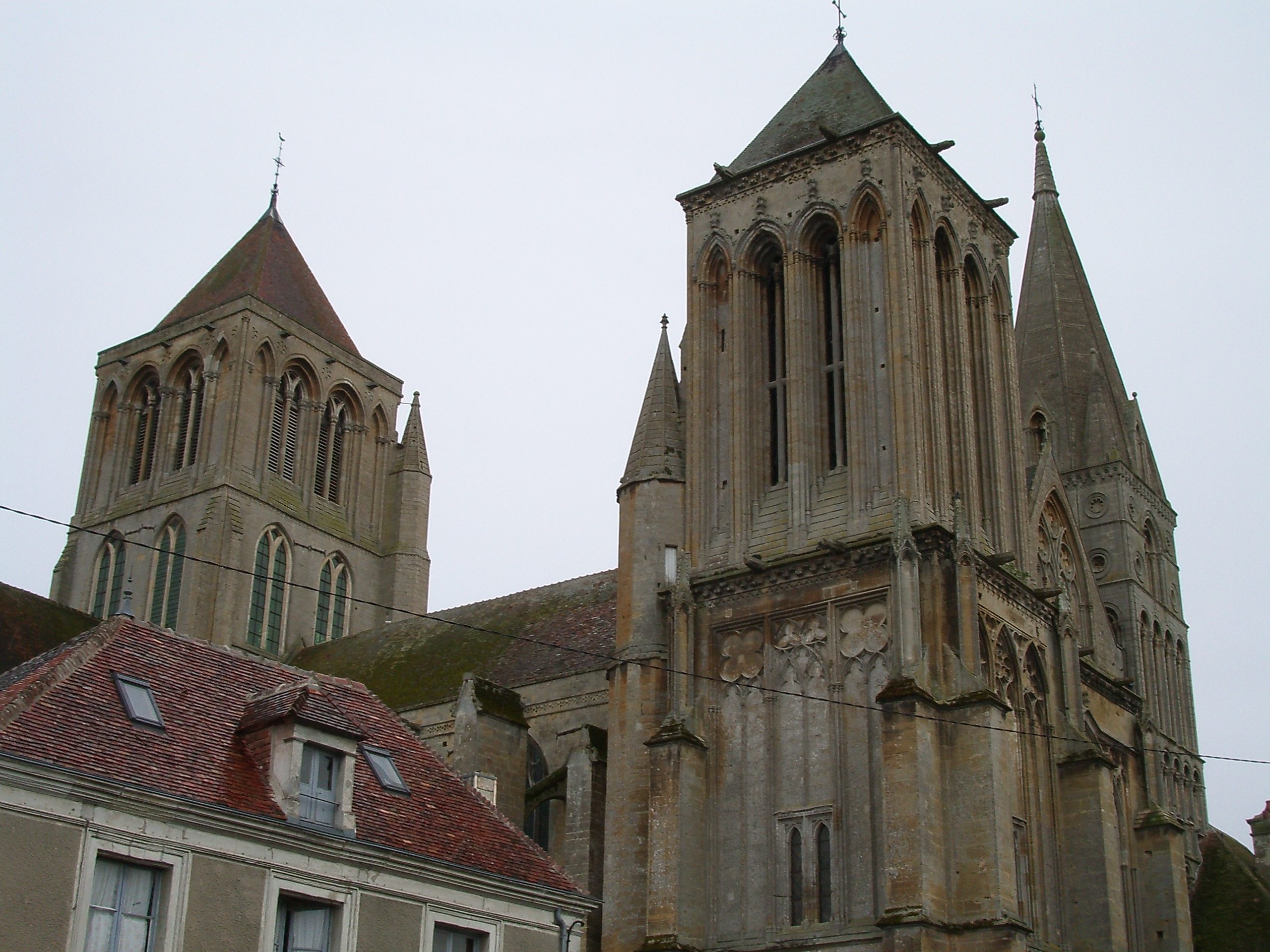
Abteikirche
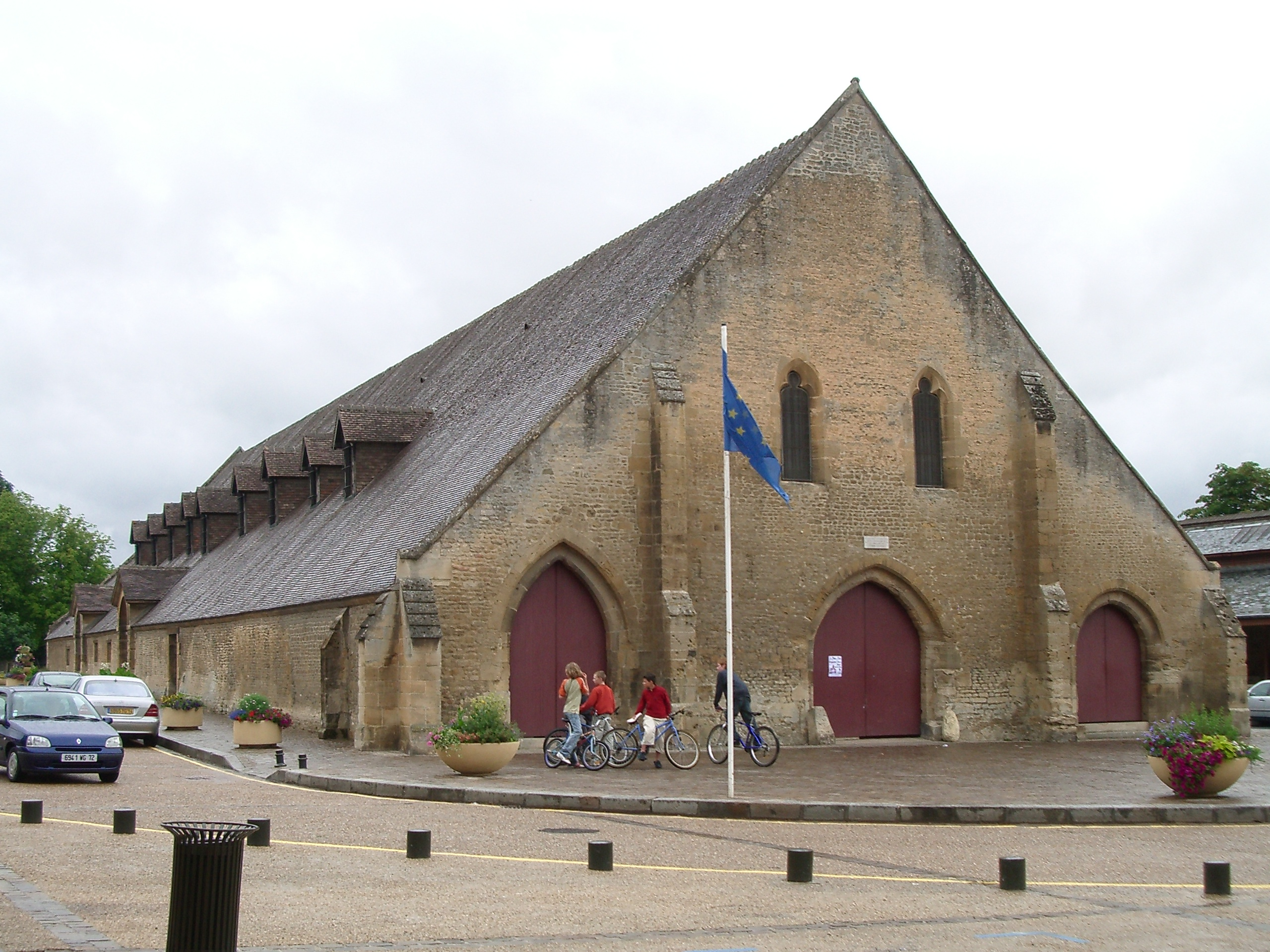
Markthalle

## Persönlichkeiten
- Plancher-Valcour (1751–1815), Literat, Schauspieler und Theaterdirektor
- Jacques-Pierre Amette (* 1943), Schriftsteller
- Paul Ourselin (* 1994), Radrennfahrer

## Städtepartnerschaften
- Jodoigne (Belgien)
- Ivybridge (England, Devon)
- Kleinwallstadt (Deutschland, Bayern)